# Pfaffroda
Pfaffroda – dzielnica miasta Olbernhau w Niemczech, w kraju związkowym Saksonia, w powiecie Erzgebirgskreis. Do 31 grudnia 2016 gmina. Do 29 lutego 2012 w okręgu administracyjnym Chemnitz.

## Współpraca
Miejscowość partnerska:
- Grafenhausen, Badenia-Wirtembergia - kontakty utrzymuje dzielnica Dörnthal
- Küssaberg, Badenia-Wirtembergia